# 엘리야후 립스
엘리야후 립스(1948년 12월 12일~2024년 7월 19일, 히브리어: אליהו ריפס)는 이스라엘의 수학자이다. 대수학연구를 비롯해 논쟁적인 바이블 코드를 연구했다.